# Lisserbrug
De Lisserbrug is een ophaalbrug over de Ringvaart van de Haarlemmermeerpolder in Noord-Holland. De brug verbindt de Lisserbroekweg en de Lisserdijk in het Noord-Hollandse dorp Lisserbroek met de Kanaalstraat in het Zuid-Hollandse dorp Lisse.
Lisserbroek ligt tegenover Lisse aan de rand van de Haarlemmermeer en heeft nooit permanent onder water gestaan, maar wel van tijd tot tijd. De straat Turfspoor loopt langs de rand van deze oude moerassige landtong, die vóór de inpoldering van de Haarlemmermeer het oostelijke deel vormde van de Lisserbroekpolder. Het oostelijke deel van de polder werd tijdens de drooglegging van het Haarlemmermeer (1840–1852) afgesneden door de ringvaart daarvan. In de jaren veertig van de negentiende eeuw verscheen de eerste brug, een houten rolbrug, over de ringvaart tussen Lisserbroek en Lisse en was daarmee de eerste brug over de ringvaart, nog voor de gehele drooglegging in 1852. Daarna verschenen meerdere bruggen en ponten over de ringvaart met het oude land. 
In 1860 verkeerde de rolbrug in slechte staat maar er was geen budget voor een nieuwe brug. Met lapmiddelen werden het hoogst noodzakelijke onderhoud en reparaties uitgevoerd maar in 1863 kwam er toch een nieuwe ijzeren wagenbrug. Al in 1877 werd deze weer vervangen door een ijzeren draaibrug.
Na meer dan honderd jaar intensief gebruik was ook deze brug aan vervanging toe en in 1967-1968 werd de huidige ophaalbrug gebouwd en kwam op 6 april 1968 voor het verkeer in gebruik. Het beheer van de brug werd overgedragen van het waterschap Groot-Haarlemmermeer aan de gemeente Haarlemmermeer. De brug wordt ter plekke bediend vanuit het brugwachtershuisje aan de westzijde en is beveiligd met slagbomen. 
Buslijn 162 van Connexxion rijdt over de brug.